# Кислово (Рязанская область)
Кислово — опустевшая деревня в Касимовском районе Рязанской области. Входит в Савостьяновское сельское поселение

## География
Находится в северо-восточной части Рязанской области на расстоянии приблизительно 16 км на восток-северо-восток по прямой от районного центра города Касимов.

## История
В 1862 году здесь (тогда деревня Елатомского уезда Тамбовской губернии) было учтено 63 двора.

## Население
Численность населения: 378 человек (1862 год), 635 (1914), 13 в 2002 году (русские 100 %), 0 в 2010.